# Zachte dag
Weerkundigen spreken van een zachte dag wanneer de temperatuur boven het langjarig gemiddelde ligt.
Het weer op een bepaalde dag wordt als zacht omschreven als de gemiddelde temperatuur zo'n 5 tot 10 graden hoger dan het gemiddelde van de vijfdaagse periode (pentade) waarin die dag valt. Bedraagt de afwijking 2 tot 7 graden dan wordt in de regel gesproken van vrij zacht weer, is het verschil meer dan 8 graden dan noemt men dat zeer zacht.

## KNMI
Het KNMI spreekt van een zachte dag wanneer de maximumtemperatuur 15 graden of hoger is. De vroegste zachte dag in het jaar in De Bilt was 1 januari 2023, met 15,6 graden. In maart zijn 4 zachte dagen normaal (gemiddeld over 1991-2020), in april 13, in mei 23.
Boven de 20 graden spreekt het KNMI van een warme dag.

## Relatief zacht
Een relatief zachte dag is een dag waarop het 5 tot 10 graden warmer is dan normaal voor de tijd van het jaar, terwijl het tevens tussen de 9 en 19 graden is.